# Дабик (Сирија)
Дабик (арап. دابق‎ /ˈдаːбик/) је град у северној Сирији, око 40 km (25 mi) североисточно од Алепа и око 10 km (6,2 mi) јужно од границе Сирије са Турском. Административно је део Ахтарина нахија (подокруга) округа А'заз у покрајини Алепо. Оближњи локалитети укључују Маре 'на југозападу, Савран на северозападу, и град Ахтарин на југоистоку. Према попису из 2004. године, Дабик је имао 3.364 становника.

Град је био место битке код Марџ Дабика 1516. године, у којем је Отоманско царство одлучно победило Мамелучки султанат.
У исламској есхатологији се верује да је Дабик једна од две могуће локације (друга Амак) за епску борбу између упада хришћана и бранилаца муслимана који ће резултирати победом муслимана и означити почетак краја времена. Исламска држава верује да је Дабик тамо где ће еписка и одлучујућа битка бити са хришћанским силама Запада, и дала је назив свом интернет сајту по овом селу.

## Историја
Током владавине калифа Сулајмана (715-717), Дабик, који се налазио у близини арапско-византијске границе, наследио је улогу Џабије као главног војног логора у Сирији.
Дабик је посетио сиријски географ Јакут ел Хамави почетком 13. века века, током владавине Ајубида. Напоменуо је да је то "село" Азазског округа које се састоји од 4 лиге из Халаба (Алепо). Близу ње је зелена и пријатна ливада, где су се војска Омејада налазила, када су спровели чувену експедицију против Ал Масиса, која је требало да се настави чак и до зидина Констанитинопоља. Гроб калифа Сулејмана ибн Абд ел Малика, који је водио експедицију, лежи овде ".
У августу 2014. године Исламска држава (ИСИЛ) је освојила град, уништавајући светилиште Сулејман ибн Абд ел Малика. Дана 16. октобра 2016. године, побуњеници Слободне сиријске армије под покровитељством турске су заузели град од ИСИЛ-а.

## У исламској есхатологији
У исламској есхатологији која се налази у хадисима, подручје Дабика спомиње се као место неких догађаја муслиманског Малахима (што би једнако хришћанској апокалипси или Армагедону). Абу Хурајра, пратилац Мухамеду, известио је у свом Хадису да Мухамед рече:
Последњи час не би дошао све док Римљани не падну у Ел А'мак или у Дабик. Војска која се састоји од најбољих (војника) људи на земљи у то време долази из Медине (како би их избегли).
Научници и коментатори из хадиса сугеришу да се реч Римљани односи на хришћане. Хадис даље повезује каснију муслиманску победу, а потом мирно преузимање Константинопоља са позивима такибира и тасбиха, и на крају пораз Антихриста након повратка и силаска на земљу Исуса Христа.